# Stanisław Pióro
Stanisław Pióro ps. Emir, Mohort (ur. 1 czerwca 1923 w Popardowej koło Nowego Sącza, zm. 13 sierpnia 1949 w okolicy Wyżnich Rużbachów, Słowacja) − leśniczy z Nawojowej, podczas okupacji hitlerowskiej żołnierz 1 Pułku Strzelców Podhalańskich AK, w 1947 roku twórca organizacji i jeden z przywódców Polskiej Podziemnej Armii Niepodległościowej, z którą związany był między innymi ks. Władysław Gurgacz ps. Sem, uczestnik podziemia antykomunistycznego po II wojnie światowej. 
W lecie 1949 roku, wraz z 12 innymi członkami PPAN, wpadł w zasadzkę organów bezpieczeństwa w okolicy miejscowości Wyżne Rużbachy na Słowacji. Osaczony popełnił samobójstwo. Symboliczna mogiła jego i innych żołnierzy Polskiej Podziemnej Armii Niepodległościowej znajduje się na cmentarzu w Nawojowej.